# Whipples sjukdom
Whipples sjukdom är en kronisk sjukdom som orsakas av en grampositiv bakterie, Tropheryma whipplei. Sjukdomen drabbar huvudsakligen tunntarmen men även andra organ kan drabbas som leder, kardiovaskulära systemet och centrala nervsystemet. Sjukdomen karaktäriseras av fettdepositioner i tunntarmens mukosa och lymfkörtlar, malabsorption, steatorré, malnutrition och artrit.
Sjukdomen är uppkallad efter den amerikanske läkaren George H. Whipple (1878–1976), som beskrev den.

## Förekomst
Sjukdomen är ovanlig. I en omfattande epidemiologisk undersökning som omfattade totalt 35 838 070 personer i USA var prevalensen 9,8 fall per 1 miljon personer med lika förekomst bland män som kvinnor. Undersökningen visade att sjukdomen var vanligast bland vita personer som var äldre än 65 år. 

## Behandling
För att behandla Whipples sjukdom används långvarig antibiotikabehandling, vilken syftar till att behandla eventuella infektioner i hjärnan eller centrala nervsystemet. Om sjukdomen inte behandlas är den vanligtvis dödlig. Syftet med behandlingen är att lindra symptomen och bota sjukdomstillståndet.